# Donny George Youkhanna

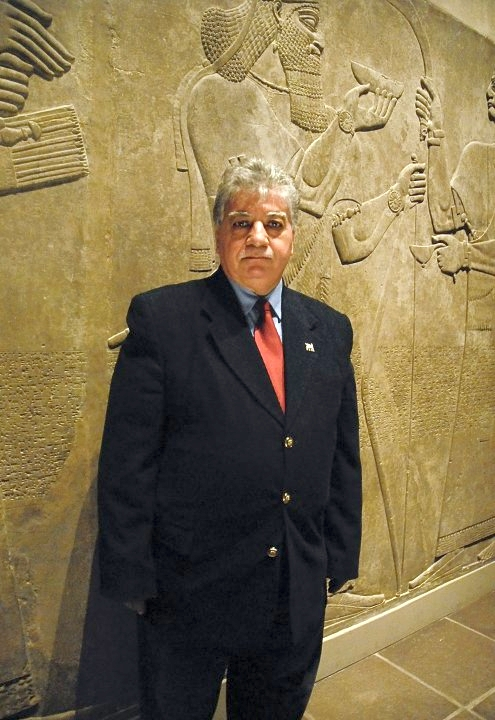
Youkhanna im Metropolitan Museum of Art in New York City

Donny George Youkhanna (* 23. Oktober 1950 im Gouvernement al-Anbar; † 11. März 2011 in Toronto) war ein irakischer Prähistorischer Archäologe, Anthropologe, Museumsleiter und Wissenschaftsorganisator.
Donny George Youkhanna stammt aus Al-Anbar, dem größten der 18 irakischen Gouvernements. Er entstammte einer assyrischen Familie christlichen Glaubens, was seine spätere Karriere immer wieder behindern sollte. Er studierte in Bagdad, wo er alle seine Abschlüsse, Bachelor (1974), Master (1986) und Doktorgrad (1995), erwarb. Nach dem Studium wurde er 1976 Mitarbeiter des Irakischen Nationalmuseums, in dem er im Laufe der Jahre verschiedene Positionen bekleidete. 1980 wurde er Leiter des Dokumentationszentrums, war 1986/87 örtlicher Leiter des Restaurationsprogrammes in Babylon, untersuchte 1988 die Ostmauer von Ninive, wurde 1995 Assistent des Direktors für technische Belange. Nach dem Ende des Irakkriegs wurde er 2003 Direktor des Museums, das im Zuge des Regimewechsels durch Plünderungen massive Verluste erlitten hatte. 2005 wechselte er als Vorsitzender zur Nationalen Antikenbehörde. Gleichzeitig begann er an der Bagdader Universität zu lehren. Aufgrund der Sicherheitslage musste Youkhanna 2006 das Land verlassen und ging in die USA, wo er Gastprofessor an der Stony Brook University wurde.
Als Gastdozent und Gastwissenschaftler war Youkhanna in Belgien, Großbritannien, Dänemark, Jordanien, Italien, Japan, Spanien, Schweden, den USA und in Deutschland an der Freien Universität Berlin, der Universität Heidelberg, dem Römisch-Germanischen Zentralmuseum in Mainz und dem Pergamonmuseum. Nach dem Irakkrieg war eines seiner wichtigsten Anliegen, den Handel mit irakischen Kunstgütern zu unterbinden. Seinem Einsatz ist die Rettung mehrerer hundert Artefakte zu verdanken. Youkhanna starb überraschend an einem Herzinfarkt bei einem Besuch in Kanada.